# Papiro dell'Adozione
Il Papiro dell’Adozione è un documento proveniente da Sepermeru, città medio-egiziana a sud di Eracleopoli. Questo documento legale è diviso in due parti. La prima parte è datata al giorno dell’assunzione al trono di Ramses XI e la seconda all'anno XVIII dello stesso faraone. Le due parti sono state scritte in un’unica sessione, essendo la grafia identica per tutto il papiro. Lo scopo del documento è quello di assicurare l’intera proprietà di Nebnefer alla moglie Nanefer.
Il reperto è conservato al Ashmolean Museum di Oxford.